# Bertha (Minnesota)
Bertha é uma cidade localizada no estado americano de Minnesota, no Condado de Todd.

## Demografia
Segundo o censo americano de 2000, a sua população era de 470 habitantes. 
Em 2006, foi estimada uma população de 439, um decréscimo de 31 (-6.6%). Atualmente, fala-se em 500 habitantes

## Geografia
De acordo com o United States Census Bureau tem uma área de 
2,7 km², dos quais 2,7 km² cobertos por terra e 0,0 km² cobertos por água.

## Intercâmbio
São cidades como estas que normalmente, são escolhidas para receber estudantes brasileiros e de outras nacionalidades que têm o interesse de realizar o High School nos Estados Unidos (o típico colegial brasileiro).

## Localidades na vizinhança
O diagrama seguinte representa as localidades num raio de 20 km ao redor de Bertha. 